# Felsennelken
Die Felsennelken (Petrorhagia) sind eine Pflanzengattung innerhalb der Nelkengewächse (Caryophyllaceae). Die etwa 33 Arten sind von Europa und Nordafrika über West- bis Zentralasien verbreitet. Die Felsennelken ähneln der nahe verwandten Gattung Gipskräuter (Gypsophila).

## Beschreibung

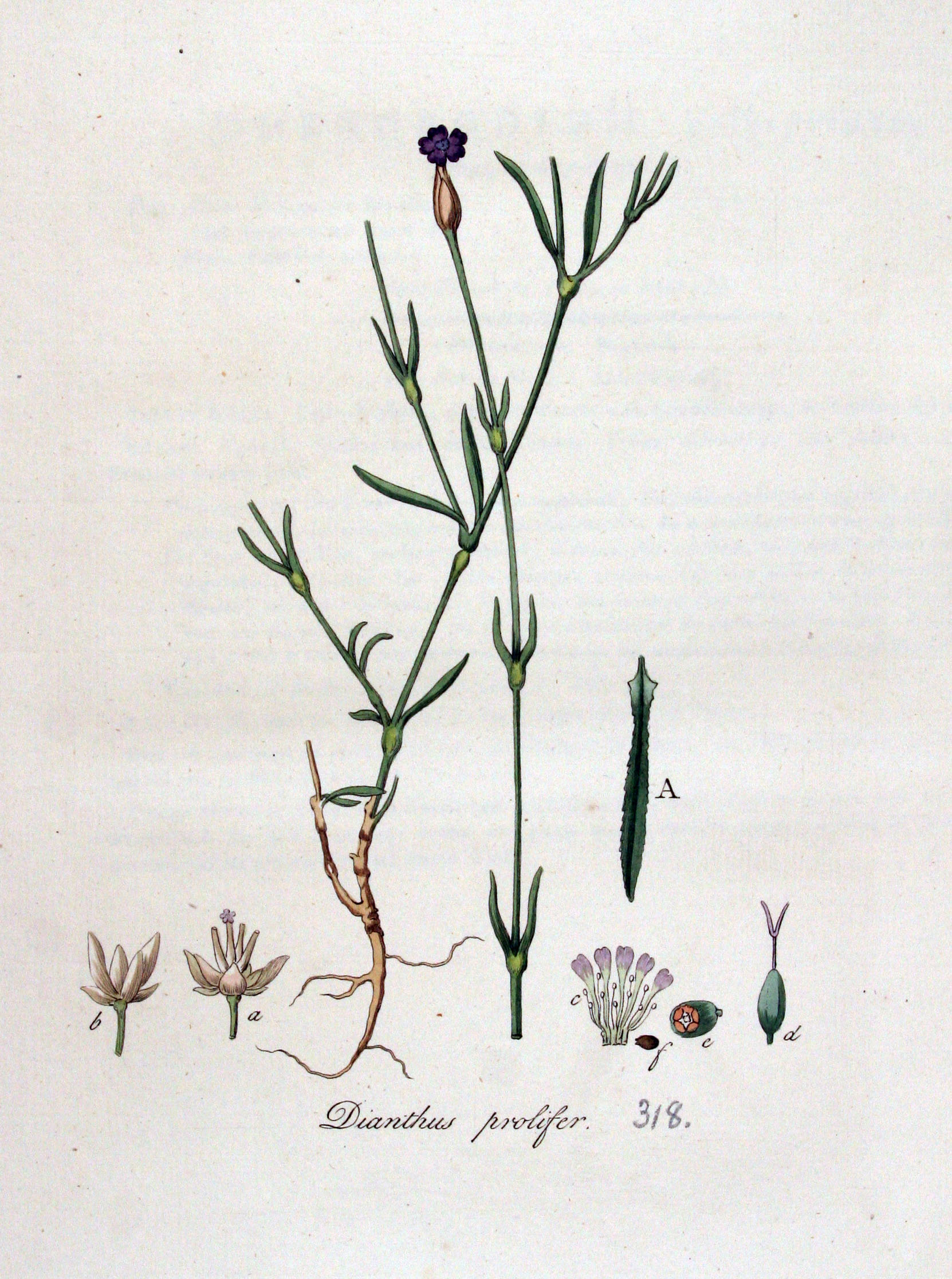
Illustration aus Flora Batava, Volume 4 der Sprossenden Felsennelke (Petrorhagia prolifera)

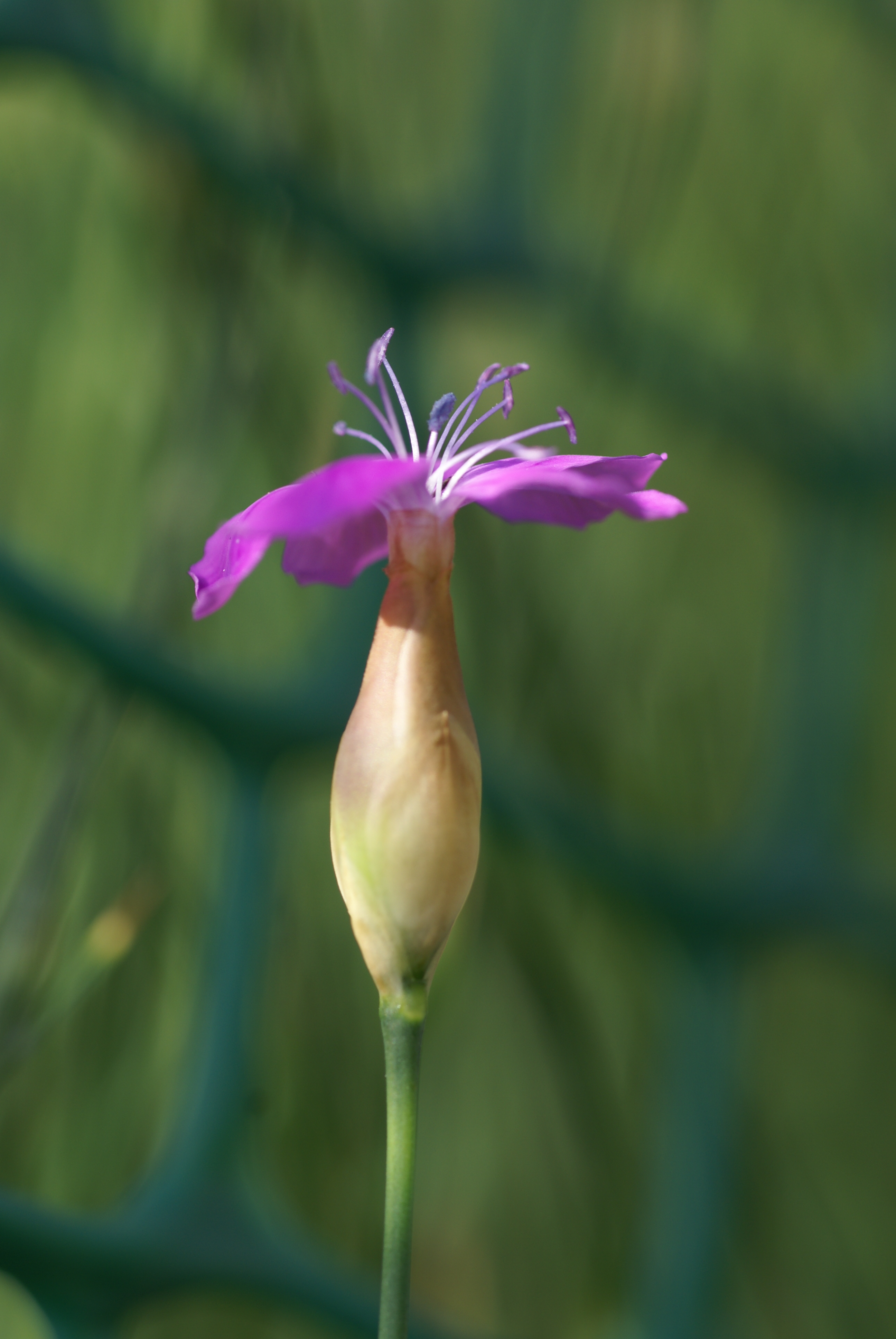
Blüten von der Seite im Detail von Petrorhagia obcordata

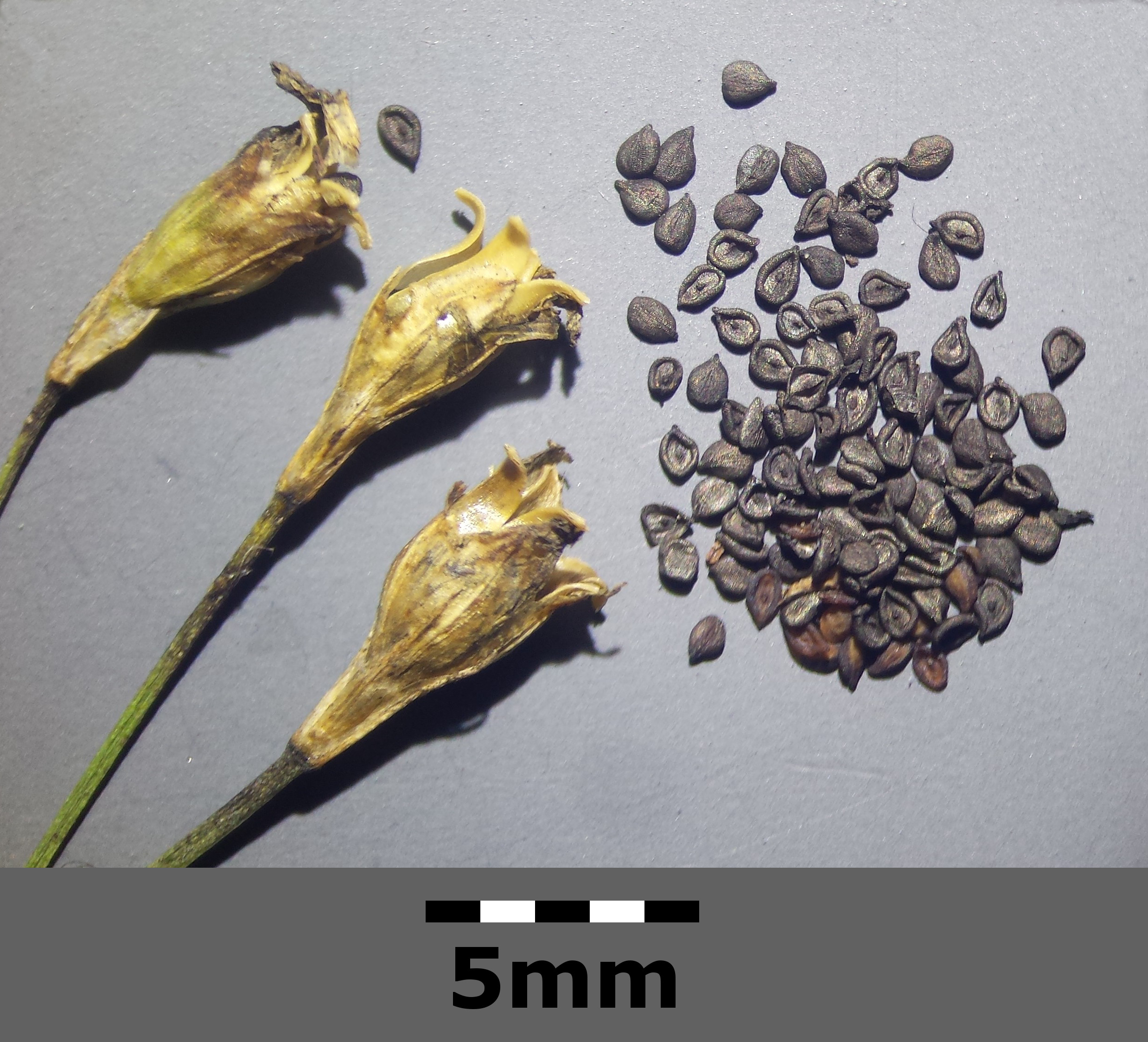
Reife Kapselfrüchte und Samen der Steinbrech-Felsennelke (Petrorhagia saxifraga)

### Vegetative Merkmale
Bei Petrorhagia-Arten handelt sich um einjährige oder ausdauernde krautige Pflanzen.
Die Laubblätter sind sitzend und pfriemlich bis länglich-oval.

### Generative Merkmale
Die Blüten stehen in Blütenständen in Form von Rispen oder in kopfig verkürzten Dichasien zusammen und sind von Außenkelchschuppen oder von Hochblättern umgeben.
Die zwittrigen Blüten sind radiärsymmetrisch und fünfzählig mit doppelter Blütenhülle. Die fünf Kelchblätter verwachsen und der Kelch ist 5- bis 15-nervig. Jede Blüte enthält zehn freie Staubblätter und zwei Griffel.
Die Kapselfrüchte öffnen sich mit vier Zähnen.

## Systematik und Verbreitung
Die Erstveröffentlichung des Namens erfolgte 1824 als Sektion Gypsophila sect. Petrorhagia Ser. durch Nicolas Charles Seringe in Augustin-Pyrame de Candolle: Prodromus Systematis Naturalis Regni Vegetabilis, 1, Seite 354; also innerhalb der Gattung Gypsophila. Den Rang einer Gattung Petrorhagia (Ser. ex DC.) Link wurde 1831 durch Heinrich Friedrich Link in Handbuch zur Erkennung der nutzbarsten und am häufigsten vorkommenden Gewächse, 2, Seite 235 veröffentlicht. Weitere Synonyme für Petrorhagia (Ser. ex DC.) Link sind: Tunica Mert. & W.D.J.Koch, Kohlrauschia Kunth.
Das Hauptverbreitungsgebiet der Arten findet sich im Mittelmeerraum. In Deutschland gibt es mit der Sprossenden Felsennelke (Petrorhagia prolifera) und der Steinbrech-Felsennelke (‘‘Petrorhagia saxifraga‘‘) nur zwei Arten.

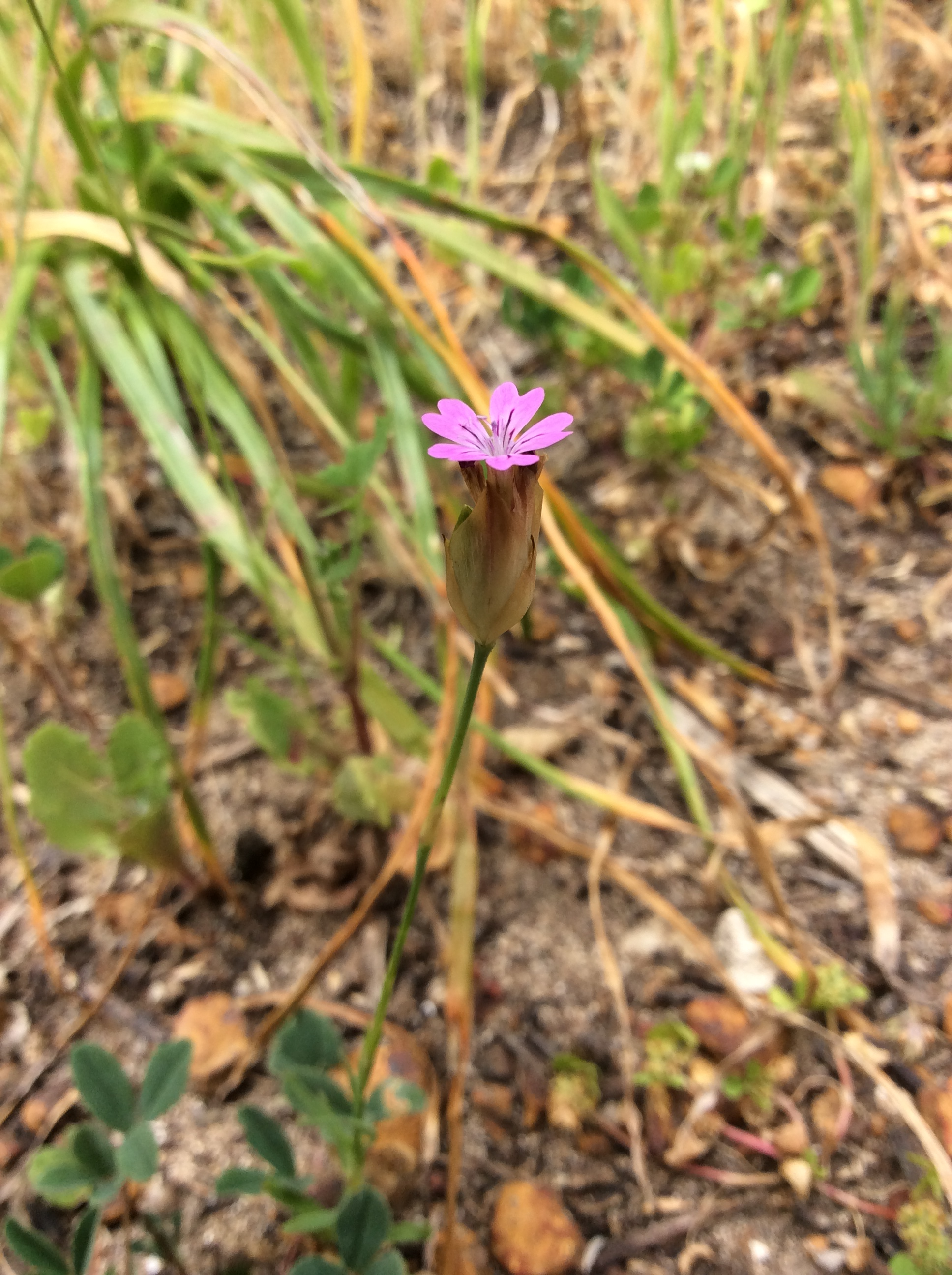
Petrorhagia dubia

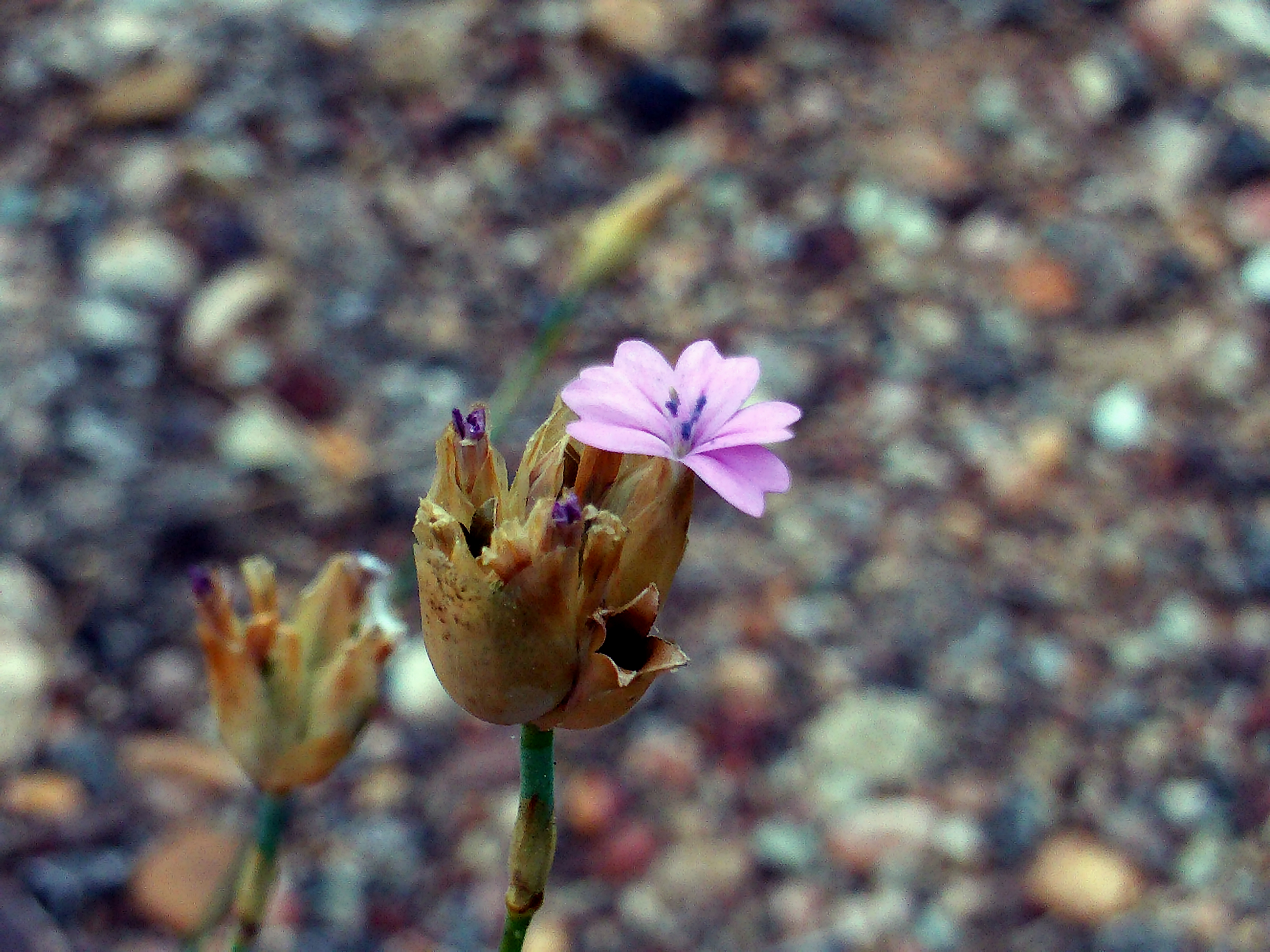
Petrorhagia nanteuilii

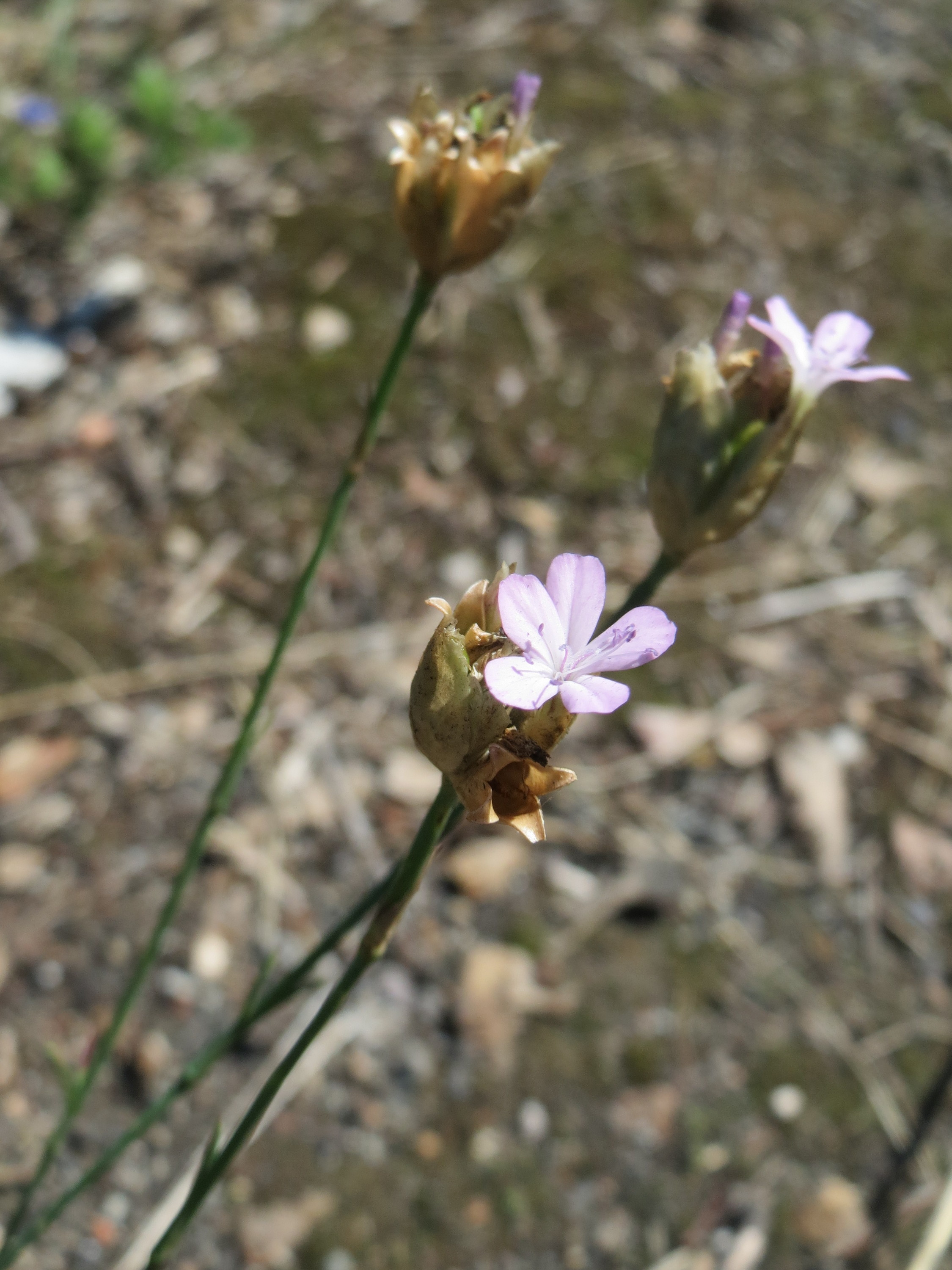
Sprossende Felsennelke (Petrorhagia prolifera)

Es gibt etwa 33 Arten von Felsennelken (Petrorhagia):
- Petrorhagia alpina (Hablitz) P.W.Ball & Heywood: Sie kommt in Bulgarien, in der Türkei und in Armenien vor.[4]
- Petrorhagia arabica (Boiss.) P.W.Ball: Sie kommt in Ägypten, auf der Sinaihalbinsel und im Gebiet von Israel, Jordanien, Syrien und Libanon vor.[4]
- Petrorhagia armerioides (Ser.) P.W.Ball & Heywood: Sie kommt in Griechenland, auf Inseln der Ägäis und in der Türkei vor.[4]
- Petrorhagia candica P.W.Ball & Heywood: Sie ist ein Endemit von Kreta.[4]
- Petrorhagia cretica (L.) P.W.Ball & Heywood: Sie kommt in Griechenland, auf Zypern, in der Türkei, in Armenien, in Transkaukasien und im Gebiet von Israel, Jordanien, Syrien und Libanon vor.[4]
- Petrorhagia cyrenaica (E.A.Durand & Barratte) P.W.Ball & Heywood: Sie kommt in Libyen vor.[4]
- Petrorhagia dianthoides (Sm.) P.W.Ball & Heywood: Sie ist ein Endemit von Kreta.[5]
- Petrorhagia dubia (Raf.) G.López & Romo (Syn.: Petrorhagia velutina (Guss.) P.W.Ball & Heywood): Sie ist in Marokko, Algerien, Tunesien, Libyen, Portugal, Spanien, Frankreich, Italien, Bulgarien, auf der Balkanhalbinsel, in der Türkei, auf Zypern, in Israel, Jordanien, Syrien und im Libanon weitverbreitet.[6]
- Petrorhagia fasciculata (Margot & Reuter) P.W.Ball & Heywood: Sie kommt in Griechenland und auf Kreta vor.[4]
- Petrorhagia glumacea (Chaub. & Bory) P.W.Ball & Heywood: Sie kommt in Ungarn, Kroatien, in Griechenland und in Mazedonien vor.[4]
- Petrorhagia graminea (Sm.) P.W.Ball & Heywood: Sie kommt in Griechenland vor.[4]
- Petrorhagia grandiflora Iatroú: Sie kommt in Griechenland vor.[4]
- Petrorhagia hispidula (Boiss. & Heldr.) P.W.Ball & Heywood: Sie kommt in der Türkei vor.[4]
- Petrorhagia illyrica (Ard.) P.W.Ball & Heywood: Sie ist in Südosteuropa, im Mittelmeerraum und in Nordafrika verbreitet.[4]
- Petrorhagia kennedyae (A.B.Jacks. & Turrill) P.W.Ball & Heywood: Dieser Endemit kommt nur auf Zypern vor.[4]
- Petrorhagia lycica (P.H.Davis) P.W.Ball & Heywood: Sie kommt in der Türkei vor.[4]
- Petrorhagia nanteuilii (Burnat) P.W.Ball & Heywood: Sie kommt ursprünglich in Marokko, Algerien, Portugal, Spanien, Frankreich, Italien und in England vor. Sie ist in Nordamerika, Argentinien, Japan, Australien, in Madeira und auf den Kanaren ein Neophyt.[6]
- Petrorhagia obcordata (Margot & Reut.) Greuter & Burdet: Sie kommt in Albanien, Kroatien, Griechenland und in der Türkei vor.[4]
- Petrorhagia ochroleuca (Sibth. & Sm.) P.W.Ball & Heywood: Sie kommt in Griechenland vor.[4]
- Petrorhagia pamphylica (Boiss. & Balansa) P.W.Ball & Heywood: Sie kommt in der Türkei vor.[4]
- Petrorhagia peroninii (Boiss.) P.W.Ball & Heywood: Sie kommt in der Türkei vor.[4]
- Petrorhagia phthiotica (Boiss. & Heldr.) P.W.Ball & Heywood: Sie kommt in Griechenland vor.[4]
- Sprossende Felsennelke (Petrorhagia prolifera (L.) P.W.Ball & Heywood)
- Petrorhagia rhiphaea (Pau & Font Quer) P.W.Ball & Heywood: Sie kommt in Marokko vor.[4]
- Petrorhagia rigida (L.) Trinajstic: Sie kommt im Gebiet des früheren Jugoslawien vor.[4]
- Petrorhagia rupestris Brullo & Furnari: Sie kommt in Libyen vor.[4]
- Steinbrech-Felsennelke (Petrorhagia saxifraga (L.) Link)[7]
- Petrorhagia syriaca (Boiss.) Mouterde & Greuter: Sie kommt in der Türkei und im Gebiet von Syrien und Libanon vor.[4]
- Petrorhagia thessala (Boiss.) P.W.Ball & Heywood: Sie kommt in Bulgarien, in Mazedonien und in Griechenland vor.[4]

## Nutzung
Einige Arten werden als Zierpflanzen verwendet. Sie sind geeignet für Dach- oder Steingärten, auf trockenen, auch schotterigen und kiesigen Standorte.